# Campanula reatina
Campanula reatina là loài thực vật có hoa trong họ Hoa chuông. Loài này được Lucchese mô tả khoa học đầu tiên năm 1993.